# Fausto Gresini
Fausto Gresini   (Imola, 23 de gener de 1961 - Bolonya, 23 de febrer de 2021) fou un pilot de motociclisme i director d'equip italià, dues vegades campió del món en 125cc.
Començà a competir als disset anys, debutant el 1983 al Campionat del Món de motociclisme de 125cc amb l'equip MBA. Durant dotze temporades va disputar 118 grans premis, aconseguint 21 victòries, 47 podis i 17 poles. Comparteix juntament amb Àngel Nieto el rècord d'onze victòries consecutives en 125cc, aconseguides entre 1986 i 1987. Va proclamar-se campió del món en dues ocasions (1985 i 1987), essent un referent de la categoria durant la dècada del 1980. Va retirar-se al final de la temporada de 1995.
El 1997 fundà la seva pròpia escuderia, Gresini Racing, amb la qual aconseguí quatre títols mundials de pilot, amb Daijiro Kato el 2001 (250cc), Toni Elías el 2010 (Moto2), Jorge Martín el 2018 (Moto3) i Matteo Ferrari el 2019 (MotoE). També a MotoGP aconseguí tres subcampionats del món de forma consecutiva amb Sete Gibernau (2003 i 2004) i Marco Melandri (2005). Des de l'any 2015, dirigí l'escuderia d'Aprilia a la categoria de MotoGP.
El desembre de 2020, Gresini fou ingressat a l'Hospital Santa Maria della Scaletta d'Imola per complicacions derivades del COVID-19. Tot i la seva lenta millora, va empitjorar a les poques setmanes per una greu infecció pulmonar, que li ocasionà la mort el 23 de febrer de 2021.

## Resultats al Mundial de motociclisme
Barem de puntuació de 1969 a 1987:
| Posició | 1  | 2  | 3  | 4 | 5 | 6 | 7 | 8 | 9 | 10 |
| Punts   | 15 | 12 | 10 | 8 | 6 | 5 | 4 | 3 | 2 | 1  |

Barem de puntuació de 1988 a 1991:
| Posició | 1  | 2  | 3  | 4  | 5  | 6  | 7 | 8 | 9 | 10 | 11 | 12 | 13 | 14 | 15 |
| Punts   | 20 | 17 | 15 | 13 | 11 | 10 | 9 | 8 | 7 | 6  | 5  | 4  | 3  | 2  | 1  |

Barem de puntuació de 1992:
| Posició | 1  | 2  | 3  | 4  | 5 | 6 | 7 | 8 | 9 | 10 |
| Punts   | 20 | 15 | 12 | 10 | 8 | 6 | 4 | 3 | 2 | 1  |

Barem de puntuació de 1993 ençà:
| Posició | 1  | 2  | 3  | 4  | 5  | 6  | 7 | 8 | 9 | 10 | 11 | 12 | 13 | 14 | 15 |
| Punts   | 25 | 20 | 16 | 13 | 11 | 10 | 9 | 8 | 7 | 6  | 5  | 4  | 3  | 2  | 1  |

(Ids. Grans Premis | Llegenda) (Curses en negreta indiquen pole; curses en  itàlica indiquen volta ràpida)
| Any  | Categoria | Equip   | 1      | 2      | 3      | 4       | 5      | 6      | 7       | 8      | 9      | 10     | 11      | 12      | 13     | 14     | Punts | Posició | Victòries |
| ---- | --------- | ------- | ------ | ------ | ------ | ------- | ------ | ------ | ------- | ------ | ------ | ------ | ------- | ------- | ------ | ------ | ----- | ------- | --------- |
| 1983 | 125cc     | MBA     | FRA NC | NAT 7  | GER 6  | ESP 6   | AUT 4  | YUG NC | NED 10  | BEL 9  | GBR 6  | SWE 2  | SM NC   |         |        |        | 37    | 9è      | 0         |
| 1984 | 125cc     | MBA     | NAT NC | ESP NC | GER 4  |         |        |        |         |        |        |        |         |         |        |        | 51    | 3r      | 1         |
| 1984 | 125cc     | Garelli |        |        |        | FRA 4   | NED NC | GBR 3  | SWE 1   | SM 3   |        |        |         |         |        |        | 51    | 3r      | 1         |
| 1985 | 125cc     | Garelli | ESP 2  | GER 2  | NAT NC | AUT 1   | NED 3  | BEL 1  | FRA 2   | GBR 4  | SWE 3  | SM 1   |         |         |        |        | 109   | 1r      | 3         |
| 1986 | 125cc     | Garelli | ESP 1  | NAT 1  | GER 2  | AUT NC  | NED 2  | BEL 4  | FRA 2   | GBR NC | SWE 1  | SM 3   | BWU 1   |         |        |        | 114   | 2n      | 4         |
| 1987 | 125cc     | Garelli | ESP 1  | GER 1  | NAT 1  | AUT 1   | NED 1  | FRA 1  | GBR 1   | SWE 1  | CZE 1  | SM 1   | POR DNF |         |        |        | 150   | 1r      | 10        |
| 1988 | 125cc     | Garelli | ESP 4  | NAT NC | GER -  | AUT -   | NED NC | BEL -  | YUG -   | FRA -  | GBR 7  | SWE NC | CZE NC  |         |        |        | 22    | 21è     | 0         |
| 1989 | 125cc     | Aprilia | JPN 11 | AUS 7  | ESP 5  | NAT 3   | GER NC | AUT 5  | NED 6   | BEL 7  | FRA 5  | GBR 8  | SWE 5   | CZE 14  |        |        | 102   | 5è      | 0         |
| 1990 | 125cc     | Honda   | JPN 7  | ESP 3  | NAT NC | GER -   | AUT NC | YUG 6  | NED 8   | BEL 8  | FRA NC | GBR 8  | SWE 5   | CZE 7   | HUN 4  | AUS 5  | 102   | 8è      | 0         |
| 1991 | 125cc     | Honda   | JPN 2  | AUS 2  | ESP 2  | ITA 1   | GER NC | AUT 1  | EUR 2   | NED 4  | FRA 3  | GBR 2  | SM 3    | CZE 6   | MAL 4  |        | 181   | 2n      | 2         |
| 1992 | 125cc     | Honda   | JPN NC | AUS 5  | MAL 8  | ESP 2   | ITA 5  | EUR 3  | GER 2   | NED 2  | HUN 3  | FRA NC | GBR 1   | BRA 6   | RSA 7  |        | 118   | 2n      | 1         |
| 1993 | 125cc     | Honda   | AUS 5  | MAL 8  | JPN NC | ESP NC  | AUT 8  | GER 17 | NED DNF | EUR 17 | SM 10  | GBR 7  | CZE -   | ITA 10  | USA 16 | FIM 4  | 61    | 11è     | 0         |
| 1994 | 125cc     | Honda   | AUS 4  | MAL 6  | JPN 18 | ESP DNF | AUT 8  | GER 13 | NED 16  | ITA 17 | FRA 10 | GBR 20 | CZE -   | USA DNS | ARG NC | EUR 10 | 46    | 16è     | 0         |